# Hartmut Heinrich (Informatiker)
Hartmut Heinrich (* in Eisenach) ist ein deutscher Informatiker und emeritierter Hochschulprofessor.

## Leben
Heinrich wuchs in Berlin-Zehlendorf auf und begann zunächst ein Studium als Toningenieur/-meister an der Hochschule für Musik, wechselte dann jedoch an die Technische Universität Berlin. An der Fakultät für Elektrotechnik und Informatik schloss er als Diplom-Informatiker sein Studium ab.
Anschließend war er wissenschaftlicher Mitarbeiter am Lehrstuhl für Operations Research der TU Berlin tätig und promovierte dort 1983 zum Dr.-Ing. Bevor er 1995 zum Professor an der Fachhochschule Brandenburg berufen wurde, war er unter anderem als Projektleiter und Berater bei der PSI AG tätig.

## Forschung und Lehre
Wie bereits während seines eigenen Studiums lagen die Schwerpunkte seiner Lehre in den Grundlagen der Softwareentwicklung und Operations Research. Diese umfassten klassische betriebliche Anwendungssysteme, wie beispielsweise ERP-Systeme und Informations- und Kommunikationstechnologien in klein- und mittelständischen Unternehmen. Hier vereinen sich sowohl Projekt- und Qualitätsmanagements als auch Security Management.
In Kooperationen mit einer Reihe von national, wie auch international tätigen Unternehmen, brachte er die Fortbildungsmöglichkeiten im beruflichen, aber auch hochschulbezogenen Umfeld mit dem Ziel der Qualifikation und Sicherung von Fachkräften voran.

## Veröffentlichungen (Auswahl)
- mit Andreas Johannsen, Dennis Bohne (Hrsg.): Business Software – Trends in Ausbildung und Praxis, Tagungsband zum 9. Berlin-Brandenburger SAP-Forum der Fachhochschule Brandenburg am 17. Juni 2010, Shaker Verlag Düren, ISBN 978-3-8322-9145-7
- mit Robert U. Franz, Andreas Johannsen (Hrsg.): Business Intelligence – ein Mehrwert für das Unternehmen?, Tagungsband zum 7. Berlin-Brandenburger SAP-Forum der Fachhochschule Brandenburg am 12. Juni 2008, Shaker Verlag Düren, ISBN 978-3-8322-7277-7
- mit Markus Becker, Nico Brehm, Wilhelm Fais, Reinhard Ginnold, Corinna V. Lang, Jorge Marx Gómez, Hardy Menzel, Ian Molloy, Sebastian Mönnich, Christian Müller, Stefan Odebrecht, Thomas Pietsch, Claus Rautenstrauch, Ulrich Schaaf, Daniela Stokar von Neuforn, Peter Zschockelt, Thomas Pietsch (Hrsg.) und Corinna V. Lang (Hrsg.): Ressourcenmanagement - Umsetzung, Effizienz und Nachhaltigkeit mit IT, Erich Schmidt Verlag Berlin, ISBN 978-3-503-10026-2
- Ein System zur Koordination von Lehrveranstaltungen an Hochschulen. (= Hochschulplanung 49), Dissertation, HIS Verlag Hannover, ISBN 978-3-922-90126-6